# フランス海軍艦艇一覧
フランス海軍艦艇一覧は、フランス共和国海軍が過去保有した、または現在保有する、または将来保有する予定の、未完成・計画中止を含めた歴代艦艇一覧である。
凡例

## 現有勢力（2024年現在）
- 国防予算：544億ドル[1]
- 海軍人員：3万4,676名[1]
- 艦船隻数：122隻（排水量20t以上）[1]

潜水艦×8
空母×1
駆逐艦×10
フリゲート×17
哨戒艦×3
哨戒艇×10
強襲揚陸艦×3
揚陸艇×18
航路警戒艇×3
掃海艇×9
水中作業母艇×4
衛星追跡艦×1
情報収集艦×1
試験艦×1
海洋観測艦×2
測量艦×3
練習艦艇×15
補給艦×2
支援艦×4
給油艦×1
多目的艦×4
輸送艦×1
防材敷設艦×1
- 航空機数：158機[1]

艦載固定翼機×45
艦載ヘリコプター×72
陸上固定翼機×41
- コースト・ガード：船艇約50隻、航空機若干[1]

## 艦艇一覧（近代海軍以前）

### キャラック
- グランド・フランソワーズ (Grande Francoise)

### ガレオン
- クーロンヌ（フランス語版） (Couronne)
- サン・ルイ（英語版） (Saint Louis)

### 戦列艦

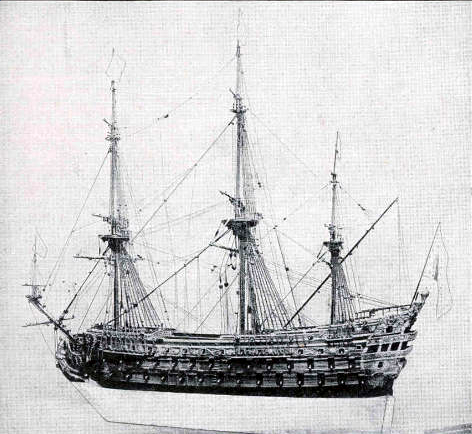
ロワイヤル・ルイ

第1等戦列艦
- ドーファン・ロワイヤル（フランス語版） (Dauphin Royal)
- ロワイヤル・ルイ（フランス語版） (Royal Louis) - 1668年進水
- ソレイユ・ロワイヤル（フランス語版） (Soleil Royal) - 1669年進水
- ロワイヤル・ルイ（フランス語版） (Royal Louis) - 1692年進水
- ソレイユ・ロワイヤル（フランス語版） (Soleil Royal) - 1693年進水
- ロワイヤル・ルイ（フランス語版） (Royal Louis) - 1743年進水
- ロワイヤル・ルイ（フランス語版） (Royal Louis) - 1759年進水
- ブルターニュ（フランス語版） (Bretagne)
- ロワイヤル・ルイ（フランス語版） (Royal Louis) - 1780年進水
- ヴァルミー（フランス語版） (Valmy)

第2等戦列艦
- サファン級（フランス語版、英語版） (Classe Suffren)
  - サン・ルイ（英語版） (Saint Louis)
- フェニックス (Phenix)
- ミラージュ (Mirage)
- プロテクトゥール (Protecteur)
- サン・パレイユ (Sans Pareil)
- アソシアシオン
- ラングドック
- フランクリン

第3等戦列艦
- ドーファン・ロワイヤル（フランス語版） (Dauphin Royal)
- ソレイユ・ロワイヤル（フランス語版） (Soleil Royal)
- クーロンヌ（英語版） (Couronne)
- テレメール級 (Classe Téméraire)
  - テレメール級
  - デュケーヌ級
  - ダニューブ級
    - クーロンヌ（英語版） (Couronne)

  - ブルトン級
  - アルバネー級
    - クーロンヌ（英語版） (Couronne)
- スパルシアト (Spartiate)
- プープル・スーブレン

### フリゲート
- シレーヌ (Sirene)
- ポモーヌ (Pomone)
- ルチヌ
- ベル・プル (Belle Poule)
- ブードゥーズ (Boudeuse)
- セーヌ級
  - レボリュシオネール（フランス語版）

### コルベット
- ディリジァント
- オロール
- アストロラーブ (Astrolabe)
- デュプレクス

### その他
ブリガンティン
- トナン (Tonnant)

スクーナー
- ▽トゥーロネーズ (Toulonnaise)

未分類
- ラ・レアル
- ラ・ロワイヤル

## 艦艇一覧（近代海軍）

### 主力艦

#### 戦艦
装甲艦
- グロワール級（英語版）- 3隻
  - グロワール (Gloire)
  - アンヴァンシブル（英語版） (Invincivle)
  - ノルマンディー（英語版） (Normandie)
- クーロンヌ（フランス語版、英語版） (Couronne)
- マジェンタ級 - 2隻
  - マジェンタ（フランス語版）(Magenta)
  - ソルフェリーノ（英語版）(Solferino)

- プロヴァンス級（英語版）- 10隻
  - プロヴァンス（英語版）(Provance)
  - フランドル（英語版）(Flandre)
  - グロワーズ（英語版）(Gauloise)
  - ギュイエンヌ（英語版）(Guyenne)
  - エロイン（英語版）(Héroïne)
  - マニャニム（英語版）(Magnanime)
  - ルヴァンシュ（英語版）(Revanche)
  - サヴォワ（英語版）(Savoie)
  - シルヴェリアン（英語版）(Surveillante)
  - ヴァリョルーズ（英語版）(Valeureuse)

- オセアン級 - 3隻
  - オセアン（英語版）(Océan)
  - マレンゴ（英語版）(Marengo)
  - シュフラン（英語版）(Suffren)
- フリードランド (Friedland)
- リシュリュー (Richelieu)
- コルベール級 - 2隻
  - コルベール（英語版）(Colbert)
  - トリダン（英語版）(Trident)
- ルドゥタブル (Redoutable)
- アミラル・デュプレ (Amiral Duperré)
- クールベ級 - 2隻
  - クールベ（英語版）(Courbet)
  - デヴァスタシオン（英語版）(Dévastation)

二等装甲艦
- ベルキューズ: （Belliqueuse, 1866年、3,717トン: 19.3cm（18口径）単装砲4門）

- アルマ級（英語版） : （1867年、3,513トン: 19.3cm（18口径）単装砲4門）- 7隻
  - アルマ（英語版）(Alma)
  - アーミード（英語版）(Armide)
  - アタラント（英語版）(Atalante)
  - ジャンヌ・ダルク（英語版）(Jeanne d'Arc)
  - モンカルム（英語版）(Montcalm)
  - レーヌ・ブランシュ（英語版）(Reine Blanche)
  - テティス（英語版）(Thétis)

- ラ・ガリソニエール級（1868年、4.654トン: 24cm（19口径）単装砲6基）- 3隻
  - ラ・ガリソニエール (La Galissonnière)
  - ヴィクトリューズ（英語版）(Victorieuse)
  - トリオンファント（英語版、フランス語版）(Triomphante)
- バヤール級（1879年、3,513トン:  24cm（19口径）単装砲4基）- 2隻
  - バヤール（英語版）(Bayard)
  - テュレンヌ（英語版）(Turenne)
- ヴォーバン級（1885年、6,112トン: 24cm（19口径）単装砲4基）- 2隻 
  - ヴォーバン（英語版）(Vauban)
  - デュゲスクラン（英語版）(Duguesclin)

海防戦艦
- タンペート級（英語版）
  - タンペート (Tempete)
  - ヴァンジュール (Vengeur)
- トナン (Tonnant)
- フゥリュー (Furieux)
- テリブル級 - 4隻
  - テリブル（英語版）(Terrible)
  - アンドンタブル（英語版）(Indomptable)
  - ケイマン（英語版）(Caïman)
  - ルカン（英語版）(Requin)
- ジュマップ級 - 2隻
  - ジェマップ (Jemmapes)
  - ヴァルミー (Valmy)
- ブヴィーヌ級 - 2隻
  - ブヴィーヌ（英語版）(Bouvines)
  - アミラル・トレワー（英語版）(Amiral Tréhouart)
- アンリIV世 (Henri IV)

初期の戦艦
- アミラル・ボーダン級 - 2隻
  - アミラル・ヴォーダン（英語版）(Amiral Baudin)
  - フォルミダブレ（英語版）(Formidable)
- オッシュ (Hoche)
- マルソー級 - 3隻（1隻設計変更）
  - マルソー（英語版）(Marceau)
  - ネプテューヌ（英語版）(Neptune)
  - マジェンタ（英語版）(Magenta)

前弩級戦艦
- ブレニュス (Brennus)
- シャルル・マルテル (Charles Martel)
- カルノー (Carnot)
- ジョーレギベリ (Jauréguiberry)
- マッセナ(Masséna)
- ブーヴェ (Bouvet)
- シャルルマーニュ級 - 3隻
  - シャルルマーニュ（英語版）(Charlemagne)
  - サン・ルイ（英語版） (Saint Louis)
  - ゴーロワ（英語版）(Gaulois)
- イエナ (Iéna)
- シュフラン (Suffren)

- レピュブリク級 - 2隻
  - レピュブリック（英語版）(République)
  - パトリー（英語版）(Patrie)

準弩級戦艦
- リベルテ級 - 4隻

リベルテ (Liberté)、デモクラティ (Démocratie)、ジュスティス (Justice)、ヴェリテ (Vérité)
- ダントン級 - 6隻

ダントン (Danton)、コンドルセ (Condorcet)、ディドロ (Diderot)、ミラボー (Mirabeau)、ヴェルニョー (Vergniaud)、ヴォルテール (Voltaire)
弩級戦艦
- クールベ級 - 4隻

クールベ (Courbet)、フランス (France)、オセアン (Océan)、パリ (Paris)
超弩級戦艦
- ブルターニュ級 - 3隻

ブルターニュ (Bretagne)、プロヴァンス (Provence)、ロレーヌ (Lorraine)
- ノルマンディー級 - 0隻 (4隻建造中止、1隻種別変更)

※ 建造中止：
ノルマンディー (Normandie)、ラングドック (Languedoc)、フランドル (Flandre)、ガスコーニュ (Gascogne)
※ 種別変更：
ベアルン (Béarn) →空母へ
- リヨン級 - 0隻 (4隻計画中止)

リヨン (Lyon)、リール (Lille)、デュケーヌ (Duquesne)、トゥールヴィル (Tourville)
- サヴォア(Savoie) ※旧・ギリシャ『ヴァシレフス・コンスタンチノス (Vasilefs Konstantinos)』（建造中止）

新戦艦
- ダンケルク級 - 2隻

ダンケルク (Dunkerque)、ストラスブール (Strasbourg)
- リシュリュー級 - 2隻 (1隻建造中止、1隻設計変更)

リシュリュー (Richelieu)、ジャン・バール (Jean Bart)
※ 建造中止：
クレマンソー (Clemenceau)
※ 設計変更：
1隻→ガスコーニュへ
- ガスコーニュ級 - 0隻 (3隻計画中止)

ガスコーニュ (Gascogne)、名称未定2隻
- アルザス級 - 0隻 (4隻計画中止)

※ 計画中止 (艦名は説)
アルザス (Alsace)、ノルマンディー (Normandie)、フランドル (Flandre)、ブルゴーニュ (Bourgogne)
巡洋戦艦
- ジル案 - 0隻 (構想のみ)

- ディール案 - 0隻 (構想のみ)

#### 航空母艦
正規空母
- ベアルン (Béarn) (元・『ノルマンディー』級戦艦)

- ジョッフル級 - 0隻 (1隻建造中止、2隻計画中止)

※ 建造中止：
ジョッフル (Joffre)
※ 計画中止：
パンルヴェ (Painleve)
- クレマンソー（英語版） （PA-28 Clemenceau）
- ヴェルダン（英語版） （PA-58 Verdun）

- クレマンソー級 - 2隻

クレマンソー (R98 Clemenceau)
フォッシュ (R99 Foch)
- PA2 - 0隻 (1隻計画中止)

原子力空母
- PH-75（フランス語版）（計画のみ）
- シャルル・ド・ゴール (R91 Charles de Gaulle)

軽空母
- アローマンシュ (Arromanches) ※ 旧イギリスコロッサス級 『コロッサス (Colossus)』

- 旧アメリカインディペンデンス級 - 2隻

ボワ・ベロー (Bois Belleau) ※ 旧・『ベロー・ウッド (Belleau Wood)』
ラファイエット (La Fayette) ※ 旧・『ラングレー (Langley)』
護衛空母
- ディクスミュード (Dixmude) ※ 旧イギリスアヴェンジャー級航空母艦《バイター (Biter)》

ヘリ空母
- ジャンヌ・ダルク (Jeanne d'Arc)

※ 就役前の艦名は、ラ・レゾリュ (R-97 La Résolue)
水上機母艦
- フードル(Foudre)

- コマンダン・テスト(Comandant Teste)

### 水上戦闘艦

#### 巡洋艦
草創期の巡洋艦
- ドゥクレ (Decres)

- ドゥゼ (Desaix)

※ 当初、ジェローム・ナポレオン (Jérôme Napoléon) として就役
- リミエ級 - 5隻 ※ 仏呼称：三等巡洋艦

リミエ (Limier)
アムラン (Hamelin)
デストレ (D'Estrees)
レルミット (L'Hermitte)
ヴォルタ (Volta)
- シャトールノー (Chateaurenault) ※ 仏呼称：二等巡洋艦

- リノワ -(Linois) ※ 仏呼称：三等巡洋艦

- アンフェルネ級 - 4隻 ※ 仏呼称：二等巡洋艦

アンフェルネ (Infernet)
シャンプラン (Champlain)
ラクロシュトゥリ (Laclocheterie)
デュプティ・トゥアール (Dupetit Thouars)
- サネ級 - 3隻 ※ 仏呼称：二等巡洋艦

サネ (Sane)
ファベール (Favert)
セニュレー (Seignelay)
- ブーレーヌ級 - 10隻 ※ 仏呼称：三等巡洋艦

ブーレーヌ (Bourayne)
ダヨ (Dayot)
デュヴディック (Duvouedic)
ケルサン (Kersaint)
スゴン (Segond)
ヴォードルイユ (Vaudreuil)
ボータン・ボープレ (Beautemps Beaupré)
デュシャフォー (Duchaffault)
ユゴン (Hugon)
ケルグラン (Kerguelen)
- イロンデル (Hirondelle) ※ 仏呼称：三等巡洋艦

- リゴー・ド・ジュヌイイー級 - 2隻 ※ 仏呼称：三等巡洋艦

リゴー・ド・ジュヌイイー (Rigault de Genouilly)
エクレルール (Eclaireur)
- デュゲイ・トルーアン (Duguay Trouin) ※ 仏呼称：二等巡洋艦

- デュケーヌ (Duquesne) ※ 仏呼称：一等巡洋艦

- トゥールヴィル (Tourville) ※ 仏呼称：一等巡洋艦

- ラペルーズ級 - 4隻 ※ 仏呼称：二等巡洋艦

ラプルーズ (Laperouse)
デスタン (D'Estaing)
ニエリー (Nielly)
プリモゲ (Primauguet)
- ヴィラール級 - 4隻 ※ 仏呼称：二等巡洋艦

ヴィラール (Villars)
フォルフェ (Forfait)
マゴン (Magon)
ローラン (Roland)
- イフィジェニ (Iphigénie) ※ 仏呼称：一等巡洋艦

- ナイヤッド (naïade) ※ 仏呼称：一等巡洋艦

- アレテューズ (Arethuse) ※ 仏呼称：一等巡洋艦

- デュブルデュー (Dubourdieu) ※ 仏呼称：一等巡洋艦

- ミラン (Milan) ※ 仏呼称：二等巡洋艦

防護巡洋艦
- 4,500トン級防護巡洋艦:スファクス (Sfax) ※ 仏呼称：艦隊巡洋艦

- 7,400トン級防護巡洋艦:タージュ (Tage) ※ 仏呼称：艦隊巡洋艦

- 5,800トン級防護巡洋艦:アミラル・セシル (Amiral Cecille) ※ 仏呼称：艦隊巡洋艦

- 3,000トン級防護巡洋艦:ダブー (Davout) ※ 仏呼称：二等巡洋艦

- 3,300トン級防護巡洋艦:シュシェ (Suchet) ※ 仏呼称：二等巡洋艦

- フォルバン級 - 3隻 ※ 仏呼称：三等巡洋艦

フォルバン (Forbin)
シュルクーフ (Surcouf)
コエトロゴン (Coetlogon)
- トルード級 - 3隻 ※ 仏呼称：三等巡洋艦

トルード (Troude)
ラランド (Lalande)
コズマオ (Cosmao)
- リノワ級 - 3隻 ※ 仏呼称：三等巡洋艦

リノワ (Linois)
ガリレ (Galilee)
ラヴォワジェ (Lavoisier)
- アルジェ級 - 3隻 ※ 仏呼称：一等巡洋艦

アルジェ (Alger)
イスリー (Isly)
ジャン・バール (Jean Bart)
- フリアン級 - 3隻 ※ 仏呼称：二等巡洋艦

フリアン (Friant)
シャスルー・ローバ (Chasseloup Laubat)
ビュジョー (Bugeaud)
- デカルト級 - 2隻 ※ 仏呼称：二等巡洋艦

デカルト (Descartes)
パスカル (Pascal)
- ダサ級 - 3隻 ※ 仏呼称：二等巡洋艦

ダサ (D'Assas)
カサール (Cassard)
デュ・シャイラ (Du Chayla)
- カティナ級 - 2隻 ※ 仏呼称：二等巡洋艦

カティナ (Catinat)
プロテ (Protet)
- 13,000トン級防護巡洋艦:ダントルカストー - 1隻 (1隻計画中止) ※ 仏呼称：一等巡洋艦

ダントルカストー (D'Entrecasteaux)
- 8,100トン級防護巡洋艦:ギシャン (Guichen) ※ 仏呼称：一等巡洋艦

- 7,800トン級防護巡洋艦:シャトールノー (Chateaurenault) ※ 仏呼称：一等巡洋艦

- デストレ級 - 2隻 ※ 仏呼称：二等巡洋艦

デストレ (D'Estrees)
アンフェルネ (Infernet)
- 5,500トン級防護巡洋艦:ジュリアン・ド・ラ・グラヴィエール (Jurien de la Graviere) ※ 仏呼称：一等巡洋艦

装甲巡洋艦
- 6,600トン級装甲巡洋艦:デュピュイ・ド・ローム (Dupuy de Lome)

- アミラル・シャルネ級 - 4隻

アミラル・シャルネ (Amiral Charner)
ブリュイ (Bruix)
シャンジー (Chanzy)
ラトゥーシュ・トレヴィル (Latouche Treville)
- 5,300トン級装甲巡洋艦:ポテュオ (Pothuau)

- 11,000トン級装甲巡洋艦:ジャンヌ・ダルク (Jeanne d'Arc)

- ゲイドン級 - 3隻

ゲイドン (Gueydon)
モンカルム (Montcalm)
デュプティ・トゥアール (Depetit Thouars)
- デュプレクス級 - 3隻

デュプレクス (Dupleix)
ドゥゼ (Desaix)
クレベ (Kleber)
- アミラル・オーブ級 - 5隻

アミラル・オーブ (Amiral Aube)
コンデ (Conde)
グロワール (Gloire)
マルセイエーズ (Marseillaise)
シュリー (Sully)
- レオン・ガンベタ級 - 3隻

レオン・ガンベタ (Leon Gambetta)
ジュール・フェリー (Jules Ferry)
ヴィクトル・ユゴー (Victor Hugo)
- ジュール・ミシュレ (Jules Michelet)

- エルネスト・ルナン (Ernest Renan)

- エドガール・キネ級 - 2隻

エドガール・キネ (Edgae Quinet)
ワルデック・ルソー (Waldeck Rousseau)
軽巡洋艦
- ラモット・ピケ級 - 0隻 (10隻計画中止)

※ 計画中止：
ラモット・ピケ (Lamotte Picquet)
- 旧・独コルベルク級 - 1隻

コルマル (Colmar) ※ 旧・コルベルク (Kolberg)
- 旧・独マクデブルク級 - 1隻

ミュルーズ (Mulhouse) ※ 旧・シュトラールズント (Stralsund)
- 旧・独グランデンツ級 - 1隻

ストラスブール (Strasbourg) ※ 旧・『レーゲンスブルク (Regensburg)』
- 旧・独ケーニヒスベルク級 - 1隻

メス (Metz) ※ 旧・『ケーニヒスベルク (Konigsberg)』
- 旧・墺ヘルゴラント級 - 1隻

ティオンヴィル (Thionville) ※ 旧・『ノファラ (Novara)』
- デュゲイ・トルーアン級 - 3隻

デュゲイ・トルーアン (Duguay Trouin)
ラモット・ピケ (Lamotte Picquet)
プリモゲ (Primauguet)
- ラ・ガリソニエール級 - 6隻

ラ・ガリソニエール (La Galissonniere)
ジャン・ド・ヴィエンヌ (Jean de Vienne)
グロワール (Gloire)
マルセイエーズ (Marseillaise)
モンカルム (Montcalm)
ジョルジュ・レイグ (Georges Leygues)
- シャトールノー級 - 2隻 (旧・伊カピターニ・ロマーニ級)

シャトールノー (Chateaurenault) ※ 旧・『アッティリオ・レゴロ (Attilio Regolo)』
ギシャン (Guichen) ※ 旧・『スキピオーネ・アフリカーノ (Scipione Africano)』
- ド・グラース級 - 0隻 (1隻設計変更、2隻計画中止)

※ 設計変更：
ド・グラース (De Grasse) →対空巡洋艦へ
※ 計画中止：
シャトールノー (Chateaurenault)
ギッシャン (Guichen)
重巡洋艦
- デュケーヌ級 - 2隻

デュケーヌ (Duquesne)
トゥールヴィル (Tourville)
- シュフラン級 - 4隻

シュフラン (Suffren)
コルベール (Colbert)
フォッシュ (Foch)
デュプレクス (Dupleix)
- アルジェリー (Algerie)

- サン・ルイ級 - 0隻 (6隻計画中止)

※ 計画中止：
サン・ルイ (St.Louis)、アンリⅣ世（Henri IV）、シャルルマーニュ（Charlemagne）、ブレンヌス（Brennus）、シャルルマルテル（Charles Martel）、ヴェルキンゲトリクス（Vercingetorix）
対空巡洋艦
- ド・グラース (De Grasse)

- 改ド・グラース型 - 1隻

コルベール (Colbert)
敷設巡洋艦
- プリュトン (Pluton)

- エミール・ベルタン (Emile Bertin)

- プルトン代替艦 - 0隻 (1隻計画中止)

練習巡洋艦
- ジャンヌ・ダルク (Jeanne d'Arc)

仮装巡洋艦・特設巡洋艦
- ケルシー (Quercy)

#### 駆逐艦

##### 駆逐艦
WW I以前の駆逐艦
- スパッヒ級 - 7隻

スパッヒ　(Spahi)
ユサール　(Hussard)
カラビニエール　(Carabinier)
ランクスネー　(Lansquenet)
マムリュク　(Mameluk)
エンサーニュ・アンリ　(Enseigne Henry)
アスピラン・エルベ　(Aspirant Herber)
- シャスール級 - 4隻

シャスール　(Chasseur)
ジャニシエール　(Janissaire)
ファンタシン　(Fantassin)
キャバリエ　(Cavalier)
- アバンチュリエ級 - 4隻

アバンチュリエ　(Aventurier)
オピニヤートル　(Opiniâtre)
テメレール　(Temeraire)
アントレピード　(Intrépide)
- タークー - 旧・清国海龍級駆逐艦

WW I時の駆逐艦
- ブークリエ級 - 12隻

ブークリエ　(Bouclier)
ブトゥフー　(Boutefeu)
カスク　(Casque)
シメテル　(Cimeterre)
ダージュ　(Dague)
ファリュー　(Faulx)
フルシュ　(Fourche)
カピテーニュ・メル　(Capitaine Mehl)
コマンダンテ・ボリュー　(Commandant Bory)
コマンダンテ・リヴィエール　(Commandant Rivière)
ドホルテ　(Dehorter)
フランシス・ガルニエ　(Francis Garnier)
- アンセーニュ・ルー級  - 3隻

アンセーニュ・ルー　(Enseigne Roux)
メシャシェン・プリンシパル・レスタン　(Mécanicien Principal Lestin)
アンセーニュ・ガボルド　(Enseigne Gabolde)
- アラブ級 - 12隻

アルジェリアン　(Algérien)
アンナミット　(Annamite)
アラブ　(Arabe)
バンバラ　(Bambara)
オーヴァ　(Hova)
カビル　(Kabyle)
マロケン　(Marocain)
サカラヴ　(Sakalave)
セネガル　(Sénégalais)
ソマリ　(Somali)
トンキノワ　(Tonkinois)
トゥアレグ　(Touareg)
大戦間の駆逐艦
- ビッスン級 - 6隻

ビッスン　(Bisson)
ルノーダン　(Renaudin)
コマンダン・ルカ　(Commandant Lucas)
プロテ　(Protet)
マンジーニ　(Mangini)
マゴン　(Magon)
- ブーラスク級 - 12隻

ブーラスク　(Bourrasque)
シクローヌ　(Cyclone)
ミストラル　(Mistral)
オラージュ　(Orage)
ウーラガン　(Ouragan)
シムーン　(Simoun)
シロッコ　(Siroco)
タンペット　(Tempête)
トルナード　(Tornade)
トラモンターヌ　(Tramontane)
トロンベ　(Trombe)
テイフォン　(Typhon)
- ラドロア級 - 14隻

ラドロア　(L'Adroit)
ランション　(L'Alcyon)
ラ・パルム　(La Palme)
ル・マルス　(Le Mars)
ラ・ライユーズ　(La Railleuse)
ル・フォルトゥーヌ　(Le Fortune)
ブレストワ　(Brestois)
ル・ボルドレ　(Le Bordelais)
ブーロネー　(Boulonnais)
フォルバン　(Forbin)
フグー　(Fougueux)
ル・フードロワイヤン　(Le Foudroyant)
バスク　(Basque)
フロンデル　(Frondeur)
- ル・アルディ級 - 8隻 (4隻建造中止)

ル・アルディ　(Le Hardi)
フルーレ　(Fleuret)
エペ　(Épée)
マルメーキ　(Mameluk)
カスク　(Casque)
ル・フリビュスチェ　(Le Flibustier)
ランスクエネ　(Lansquenet)
ル・コルセール　(Le Corsaire)
WW II後の駆逐艦
- シュルクーフ級 - 12隻

シュルクーフ　(D621 Surcouf)
ケルサン　(D622 Kersaint)
カサール　(D623 Cassard)
ブーヴェ　(D624 Bouvet)
デュプティ・トゥアール　(D625 Dupetit-Thouars)
シュヴァリエ・ポール　(D626 Chevalier Paul)
マイレ・ブレゼ　(D627 Maillé-Brézé)
ヴォークラン　(D628 Vauquelin)
デストレー　(D629 D'Estrées)
デュ・シャイラ　(D630 Du Chayla)
カサビアンカ　(D631 Casabianca)
ゲプラット　(D632 Guépratte)
- デュプレ級 - 6隻
- アコニト級 - 1隻 (4隻計画中止)
- シュフラン級 - 2隻 (1隻計画中止)

シュフラン　(D602 Suffren)
デュケーヌ　(D603 Duquesne)
- トゥールヴィル級 - 3隻

トゥールヴィル　(D610 Tourville)
デュゲイ＝トルーアン　(D611 Duguay-Trouin)
ド・グラース　(D612 De Grasse)
- ジョルジュ・レイグ級 - 7隻 (5隻計画中止)

ジョルジュ・レイグ　(D640 Georges Leygues)
デュプレクス　(D641 Dupleix)
モンカルム　(D642 Montcalm)
ジャン・ド・ヴィエンヌ　(D643 Jean de Vienne)
プリモゲ　(D644 Primauguet)
ラ・モット＝ピケ　(D645 La Motte-Picquet)
ラトゥーシュ＝トレヴィル　(D646 Latouche-Tréville)
- カサール級 - 2隻

カサール　(D614 Cassard)
ジャン・バール　(D615 Jean Bart)
- フォルバン級 - 2隻

フォルバン　(D620 Forbin)
シュヴァリエ・ポール　(D621 Chevalier Paul)
- アキテーヌ級 - 10隻(うち2隻は海外に輸出)

アキテーヌ　(D650 Aquitaine)
ノルマンディー　(D651 Normandie)→エジプト海軍へ売却、ターヒャ・ミスル(FFG-1001 Tahya Misr)に
プロヴァンス　(D652 Provence)
ラングドック　(D653 Languedoc)
オーヴェルニュ　(D654 Auvergne)
アルザス　(D655 Alsace)
ノルマンディー（2代目）(D651 Normandie)
ブルターニュ　(D656 Bretagne)
ロレーヌ　(D657 Lorraine)
- アミラル・ロナルク級 - 5隻建造中

　　アミラル・ロナルク （D660 Admiral Ronarc'h）
　　アミラル・ルゾー（D661 Admiral Louzeau）
　　アミラル・カステクス（D662 Admiral Castex）
　　アミラル・ノミー（D663 Admiral Nomy）
　　アミラル・カバニエ（D664 Admiral Cabanier）

##### 大型駆逐艦
- シャカル級 - 6隻

シャカル　(Chacal)
ジャグアール　(Jaguar)
レオパール　(Léopard)
ランクス　(Lynx)
パンテール　(Panthère)
ティーグル　(Tigre)
- ゲパール級 - 6隻

ゲパール　(Guépard)
ビゾン　(Bison)
リオン　(Lion)
ヴァルミ　(Valmy)
ヴェルデュン　(Verdun)
ヴォーバン　(Vooban)
- エーグル級 - 6隻

エーグル　(Aigle)
ボートゥール　(Vautour)
アルバトロス　(Albatros)
ジェルフォー　(Gerfaut)
ミラン　(Milan)
エペルヴィエ　(Épervier)
- ヴォークラン級 - 6隻

ヴォークラン　(Vauquelin)
カサール　(Cassard)
シュヴァリエ・ポール　(Chevalier Paul)
ケルサン　(Kersaint)
マイレ・ブレゼ　(Maillé Brézé)
タルテュ　(Tartu)
- ル・ファンタスク級 - 6隻

ル・ファンタスク　(Le Fantasque)
ローダシュー　(L'Audacieux)
ランドンターブル　(L'Indomptable)
ル・マラン　(Le Malin)
ル・テリブル　(Le Terrible)
ル・トリオンファン　(Le Triomphant)
- モガドール級 - 2隻 (4隻計画中止)

モガドール　(Mogador)
ヴォルタ　(Volta)
※ 計画中止：
クレベール　(Kléber)
ドゥゼ　(Desaix)
マルソー　(Marceau)
オシュ　(Hoche)

##### 護衛駆逐艦
- 旧・英ハント級

ラ・コンバタント（La Combattante） ※ 旧・『ハルドン　(HMS Haldon)』

#### フリゲート
- ル・コルス級 - 4隻

ル・コルス　(F761 Le Corse)
ル・ブレストワ　(F762 Le Brestois)
ル・ブーロンネ　(F763 Le Boulonnais)
ル・ボルドネ　(F764 Le Boulonnais)
- ル・ノルマン級  - 14隻

ル・ノルマン　(F765 Le Normand)
ル・ピカール　(F766 Le Picard)
ル・ガスコン　(F767 Le Gascon)
ル・ロレアン　(F768 Le Lorrain)
ル・ブルゴーニュオン　(F769 Le Bourguignon)
ル・シャンペノア　(F770 Le Champenois)
ル・サヴォヤール　(F771 Le Savoyard)
ル・ブルトン　(F772 Le Breton)
ル・バスク　(F773 Le Basque)
ル・アジュネ　(F774 Le Agenais)
ル・ベアルネ　(F775 Le Bearnais)
ラルザシアン　(F776 L'Alsacien)
ル・プロヴァンサル　(F777 Le Provençal)
ル・ヴァンデアン　(F778 Le Vendeen)
- コマンダン・リヴィエル級 - 9隻

ヴィクトル・シュルシェール　(F725 Victor Schœlcher)
コマンダン・ボリ　(F726 Commandant Bory)
アミラル・シャルネ　(F727 Admiral Charner)
ドゥダール・ド・ラグレ　(F728 Doudart de Lagrée)
バルニー　(F729 Balny)
コマンダン・リヴィエル　(F733 Commandant Rivière)
コマンダン・ブールデ　(F740 Commandant Bourdais)
プロテ　(F748 Protet)
アンセーニュ・ド・ヴェソ・アンリ　(F749 Enseigne de Vaisseau Henry)
- フロレアル級 - 6隻

フロレアル　(F730 Floréal)
プレリアル　(F731 Prairial)
ニヴォーズ　(F732 Nivôse)
ヴァントーズ　(F733 Ventôse)
ヴァンデミエール　(F734 Vendémiaire)
ジェルミナル　(F735 Germinal)
- ラファイエット級 - 5隻

ラファイエット　(F710 La Fayette)
シュルクーフ　(F711 Surcouf)
クールベ　(F712 Courbet)
アコニト　(F713 Aconit)
ゲプラット　(F714 Guépratte)

#### 通報艦

##### 一等通報艦
- アミラル・ペルスヴァル　(Amiral Perseval)

- マルヌ級 - 6隻

マルヌ　(Marne)、ソーム　(Somme)、イーゼル　(Yser)、エーヌ　(Aisne)、ムーズ　(Meuse)、オワーズ　(Oise)
- アラ級

アミアン、アラ、ベルゴール、カレー、クシー、エピナル、ラシニー、レ・ゼパルジュ、タウール、　
バカラ、バポーム、バル＝ル＝デュック、ベテューヌ、クラオンヌ、イーペル、エペルネー、リエヴァン、リュネヴィル、モンディモ、モンミライユ、ナンシー、ペロンヌ、ランス、ルミルモン、ルヴィニー、トゥール、ヴォクワ、ラフォー、ヴィミ、ヴィトリー＝ル＝フランソワ
- エーレット級 - 2隻

- アンクル級 - 3隻

アンクル　(Ancre)、スカルプ　(Scarpe)、スイップ　(Suippe)
- ツール級

- アミアン

- エーレット

- アンドロメダ

- ブーゲンヴィル級 - 10隻

##### 二等通報艦
- アルダン級

- ディリジャント級 - 8隻

- エラン級 - 13隻

- シャモア級 - 13隻

- フラマン
- バポーム

- デュブルデュー級

WW II後の通報艦
- デチエンヌ・ドルヴ級 - 17隻

### 潜水艦

#### 戦略原潜
- ル・ルドゥタブル級弾道ミサイル原子力潜水艦 - 5隻

ル・ルドゥタブル (S611 Le Redoutable)
ル・テリブル　(S612 Le Terrible)
ル・フードロワイヤン　(S610 Le Foudroyant)
ランドンターブル　(S613 L'Indomptable)
ル・トナン　(S614 Le Tonnant)
- ランフレクシブル　(S615 L'Inflexible)

- ル・トリオンファン級弾道ミサイル原子力潜水艦 - 4隻

ル・トリオンファン　(S616 Le Trionphant)
ル・テメレール　(S617 Le Téméraire)
ル・ヴィジラン　(S618 Le Vigilant)
ル・テリブル　(S619 Le Terrible)

#### 攻撃原潜
- リュビ級攻撃型原子力潜水艦 - 6隻

リュビ　(S601 Rubis)
サフィール　(S602 Saphir)
カサビアンカ　(S603 Casabianca)
エムロード　(S604 Émeraude)
アメティスト　(S605 Améthyste)
ペルル　(S606 Perle)
- シュフラン級攻撃型原子力潜水艦 - 0隻 (3隻建造中、3隻計画中)

※ 建造中：
シュフラン　(Suffren)
デュゲイ・トルーアン 　(Duguay Trouin)
トゥールヴィル　(Tourville)
※ 計画中:
デュケーヌ　(Duquesne)
ド・グラース　(De Grasse)
デュプティ・トゥアール　(Dupetit Thouars)

#### 通常動力型潜水艦

##### 等級以前の潜水艦
- プロンジュール

- ギュスターヴ・ゼデ

- エムロード級 (初代)（英語版）

- シルセ級潜水艦 (初代)（英語版）

##### 一等潜水艦
- スルクフ

- ルカン級

- ルドゥタブル級

- サフィール級

- ロラン・モリロ級（ドイツ語版） - 0隻 (8隻計画中止)

- エムロード級 (2代)（ドイツ語版） - 0隻 (4隻計画中止)

##### 二等潜水艦
- シルセ級潜水艦 (2代)

- シレーヌ級

- アリアーヌ級

- アルゴノート級

- オリオン級

- ディヤーヌ級

- ミネルブ級

- オーロール級

- キュリー級

##### WW II後の潜水艦
- サフィール級

サフィール （Saphir）
シレーヌ （Sirene）
シビーユ （Sibylle）
スルタン （Sultane）
- ナルヴァル級（フランス語版） - 6隻

ナルヴァル　(S631 Narval)
マルソワ　(S632 Marsouin)
ドーファン　(S633 Dauphin)
ルカン　(S634 Requin)
エスパドン　(S637 Espadon)
モース　(S638 Morse)
- アレテューズ級 - 4隻

アレテューズ　(S635 Aréthuse)
アルゴノート　(S636 Argonaute)
アマゾーヌ　(S639 Amazone)
アリアーヌ　(S640 Ariane)
- ダフネ級 - 11隻

- アゴスタ級 - 4隻

アゴスタ　(S620 Agosta)
ベヴェジエ　(S621 Bévéziers)
ラ・プラヤ　(S622 La Praya)
ウェサン　(S623 Ouessant)

### 機雷戦艦艇

#### 掃海艦艇
掃海通報艦
- エラン級
- シャモア級

掃海艇
- YMS-1級 - 31隻
- MMS-1級
- MMS-1001級

#### 機雷敷設艦
- ポリュクス
- カストール

### 両用戦艦艇

#### 揚陸艦艇
強襲揚陸艦 （LHD ）
- ミストラル級 - 3隻

ミストラル　(L9013 Mistral)
トネール　(L9014 Tonnerre)
ディクスミュード　(L9015 Dixmude)
ドック型揚陸艦 （LSD ）
- ウラガン級ドック型揚陸艦 - 2隻

ウラガン　(L9021 Ouragan)
オラージュ　(L9022 Orage)
- フードル級ドック型揚陸艦 - 2隻

フードル　(L9011 Foudre)
シロッコ　(L9012 Siroco)
戦車揚陸艦 （LST ）
- シャンプレーン級中型揚陸艦 - 5隻

シャンプレーン　(L9030 Champlain)
フランシス・ガルニエ　(L9031 Francis Garnier)
デュモン・デュルヴィル　(L9032 Dumont d'Urville)
ジャック・カルティエ　(L9033 Jacques Cartier)
ラ・グランディエール　(L9034 La Grandière)
汎用揚陸艇（LCU）
- CTM[2]
- EDA-S[2]

### 哨戒艦艇

#### 哨戒・警備艦艇
水雷艇
- ラ・メルポメーヌ級

砲艦
- フランシス・ガルニエ

哨戒艇
- P400型 - 7隻

### 補助艦艇

#### 補給艦艇
補給艦
- デュランス級 - 5隻

デュランス　(A629 Durance)
ムーズ　(A607 Meuse)
ヴァール　(A608 Var)
マルヌ　(A630 Marne)
ソンム　(A631 Somme)

#### 支援艦艇
工作艦

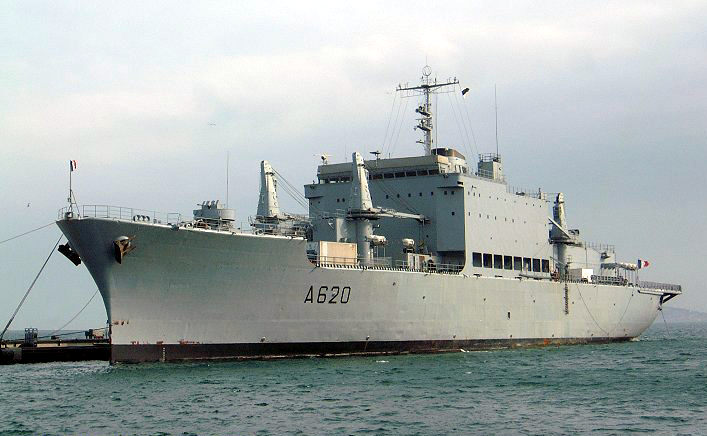
工作艦「ジュール・ヴェルヌ（Jules Verne：A620）」

- ジュール・ヴェルヌ  (A620 Jules Verne)

#### その他
測量艦
- ラペルーズ級 - 3隻

ラペルーズ　(A791 Laperouse)
ボルダ　(A792 Borda)
ラプラス　(A793 Laplace)
海洋観測艦
- ボータン・ボープレ  (A758 Beautemps-Beaupré)
- プルクワ・パ?  (Pourquoi-Pas?)

情報収集艦
- デュピュイ・ド・ローム　(A759 Dupuy-de-Lôme)

ミサイル追跡艦
- アンリ・ポアンカレ　(A603 Henri Poincare)
- モンジュ　(A601 Monge)

　宿泊艦
- 19,000トン級宿泊艦 - コンドルセ (Condorcet)、ディドロ (Diderot)、ヴォルテール (Voltaire)

練習艦
- 25,000トン級練習艦 - オセアン (Océan)